# Championnat du Mexique de football 1958-1959
Navigation
Saison précédente Saison suivante
La Primera División 1958-1959 est la seizième édition de la première division mexicaine.
Lors de ce tournoi, le Zacatepec a tenté de conserver son titre de champion du Mexique face aux treize meilleurs clubs mexicains.
Chacun des quatorze clubs participant au championnat était confronté deux fois aux treize autres.

## Les 14 clubs participants
| \| Mexico: Club América CF Atlante Club Necaxa Guadalajara: CF Atlas Chivas de Guadalajara Oro de Jalisco Club Deportivo Cuautla Club Deportivo Zamora I Zacatepec Oro Morelia / Deportivo Toluca FC FC León Mexico Guadalajara Deportivo Irapuato Club Celaya \| Localisation des clubs engagés dans le championnat. |
| Mexico: Club América CF Atlante Club Necaxa Guadalajara: CF Atlas Chivas de Guadalajara Oro de Jalisco Club Deportivo Cuautla Club Deportivo Zamora I Zacatepec Oro Morelia / Deportivo Toluca FC FC León Mexico Guadalajara Deportivo Irapuato Club Celaya                                                           |

| Club                        | Stade                          | Capacité          | Ville                |
| Club América                | Stade Olímpico Universitario   | 62 214            | Mexico               |
| CF Atlante                  | Stade inconnu                  | Capacité inconnue | Mexico               |
| CF Atlas                    | Stade Felipe Martínez Sandoval | 10 000            | Guadalajara          |
| Club Deportivo Cuautla (en) | Stade Isidro Gil Tapia         | 3 200             | Cuautla              |
| Club Celaya (en)            | Stade Miguel Alemán            | 25 500            | Celaya               |
| Chivas de Guadalajara       | Stade Felipe Martínez Sandoval | 10 000            | Guadalajara          |
| Deportivo Irapuato          | Stade inconnu                  | Capacité inconnue | Irapuato             |
| Oro de Jalisco              | Stade Felipe Martínez Sandoval | 10 000            | Guadalajara          |
| FC León                     | Stade inconnu                  | Capacité inconnue | León                 |
| Oro Morelia                 | Campo Morelia                  | Capacité inconnue | Morelia              |
| Club Necaxa                 | Parque Oblatos                 | Capacité inconnue | Mexico               |
| Club Toluca                 | Stade Nemesio Díez             | 27 000            | Toluca               |
| Zacatepec                   | Stade Coruco Díaz              | 16 000            | Zacatepec de Hidalgo |
| Club Deportivo Zamora (en)  | Stade Moctezuma                | Capacité inconnue | Zamora               |

## Compétition
Les quatorze équipes s'affrontent à deux reprises selon un calendrier tiré aléatoirement.
Le classement est établi sur l'ancien barème de points (victoire à 2 points, match nul à 1, défaite à 0).
Le départage final se fait selon les critères suivants si le titre ou la relégation sont en jeu :
- Le nombre de points.
- Un match de départage.

Sinon le départage final se fait selon les critères suivants :
- Le nombre de points.
- La différence de buts générale.
- La différence de buts particulière.
- Le nombre de buts marqué à l'extérieur.
- Le tirage au sort.

### Classement
| Rang | Équipe                      | Pts | J  | G  | N  | P  | Bp | Bc | Diff |
| ---- | --------------------------- | --- | -- | -- | -- | -- | -- | -- | ---- |
| 1    | Chivas de Guadalajara       | 38  | 26 | 16 | 6  | 4  | 52 | 26 | +26  |
| 2    | FC León                     | 36  | 26 | 16 | 4  | 6  | 56 | 31 | +25  |
| 3    | Zacatepec (T) (C)           | 32  | 26 | 13 | 6  | 7  | 46 | 41 | +5   |
| 4    | Club América                | 31  | 26 | 11 | 9  | 6  | 52 | 38 | +14  |
| 5    | CF Atlas                    | 30  | 26 | 12 | 6  | 8  | 52 | 42 | +10  |
| 6    | Club Toluca                 | 28  | 26 | 10 | 8  | 8  | 41 | 37 | +4   |
| 7    | Deportivo Irapuato          | 27  | 26 | 10 | 7  | 9  | 32 | 32 | 0    |
| 8    | Oro de Jalisco              | 24  | 26 | 10 | 4  | 12 | 48 | 57 | -9   |
| 9    | Club Deportivo Zamora (en)  | 21  | 26 | 6  | 9  | 11 | 44 | 53 | -9   |
| 10   | Oro Morelia                 | 21  | 26 | 7  | 7  | 12 | 36 | 44 | -8   |
| 11   | Club Necaxa                 | 20  | 26 | 4  | 12 | 10 | 41 | 49 | -8   |
| 12   | CF Atlante                  | 19  | 26 | 5  | 9  | 12 | 31 | 43 | -12  |
| 13   | Club Celaya (en) (P)        | 19  | 26 | 4  | 11 | 11 | 30 | 46 | -16  |
| 14   | Club Deportivo Cuautla (en) | 18  | 26 | 4  | 10 | 12 | 23 | 45 | -22  |

| Légende : Qualifications et relégations | Légende : Qualifications et relégations                                                              |
| --------------------------------------- | --- |
|                                         | Relégué en Primera División A                                                                        |
|                                         | (T) : Tenant du titre (C) : Vainqueur de la Copa México 1958-1959 (P) : Promu de la saison 1957-1958 |

## Bilan du tournoi
| Tableau d'Honneur    |                       |
| Compétition          | Vainqueur             |
| Primera División     | Chivas de Guadalajara |
| Copa México          | Zacatepec             |
| Campeón de Campeones | Chivas de Guadalajara |

| Promotions et relégations     |                             |
| Relégué en Primera División A | Club Deportivo Cuautla (en) |
| Promu de Primera División A   | CF Tampico                  |